# El Bagawat

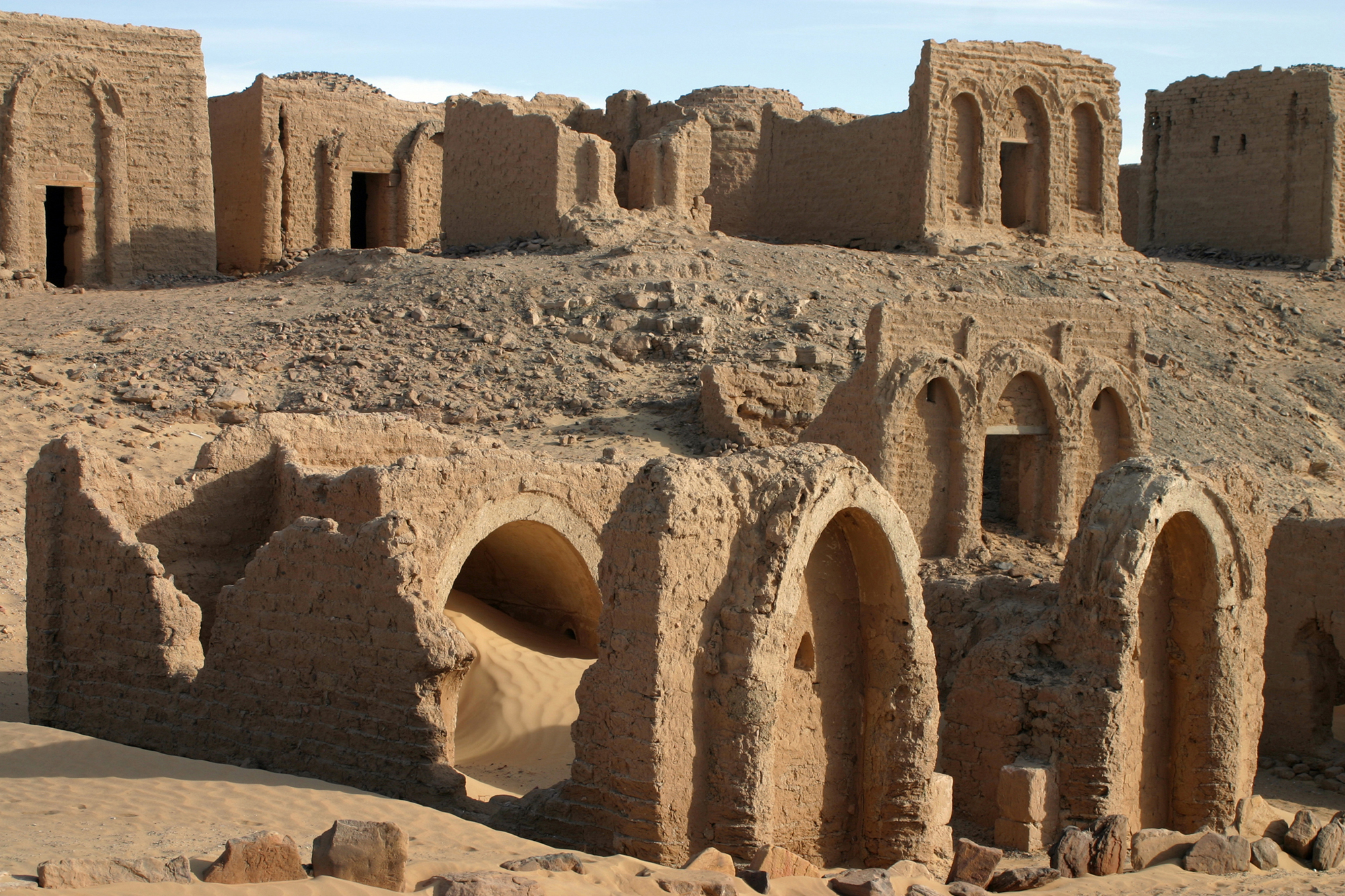
La antigua necrópolis cristiana copta en El-Bagawat, en Jariyá el Oasis de Kharga (-).

El Bagawat, es un antiguo cementerio cristiano, uno de los más antiguos del mundo, que funcionó en el Jariyá (Oasis de Kharga), en el centro-sur de Egipto, desde el siglo III hasta el siglo VII. Es uno de los cementerios cristianos más antiguos y mejor conservados del mundo antiguo.

## Localización

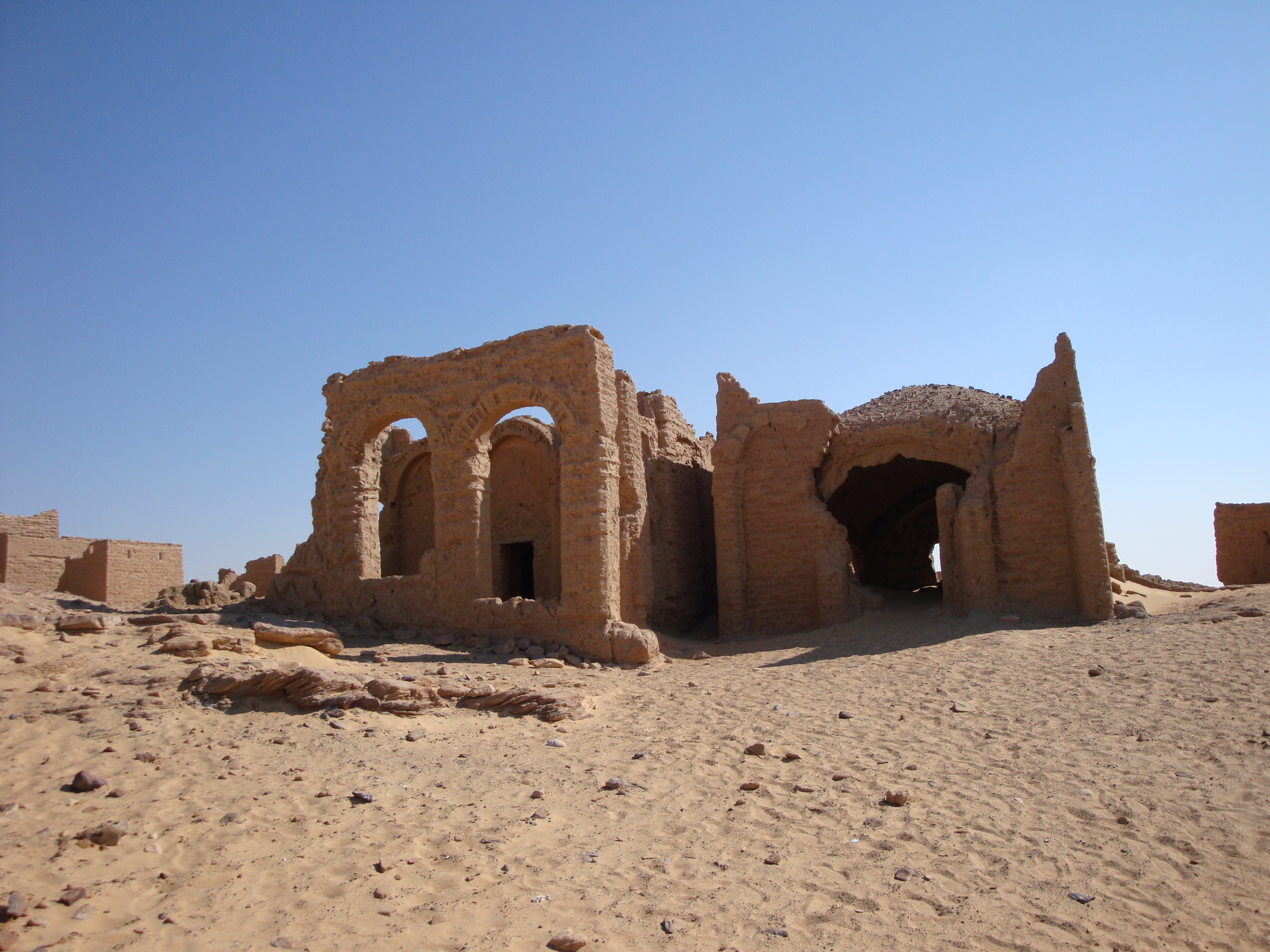
Detalle de una vista exterior.

La necrópolis de El Bagawat se encuentra en el desierto occidental en el Oasis de Kharga, al oeste del río Nilo, hasta la frontera con Libia, y al sur desde el mar Mediterráneo hasta la frontera con Sudán. Este es uno de los oasis más grandes de Egipto y está a 34 m por debajo del nivel del mar. Kharga también es el nombre de una ciudad importante ubicada en el oasis, la capital de la gobernación del Nuevo Valle. Al noreste de la ciudad, cerca de la carretera principal, hay varios monumentos. Uno de los pocos monumentos supervivientes del dominio persa es el Templo de Hibis, aproximadamente a unos tres kilómetros del centro de Kharga
se encuentra esta necrópolis primitiva de El Bagawat.

## Historia

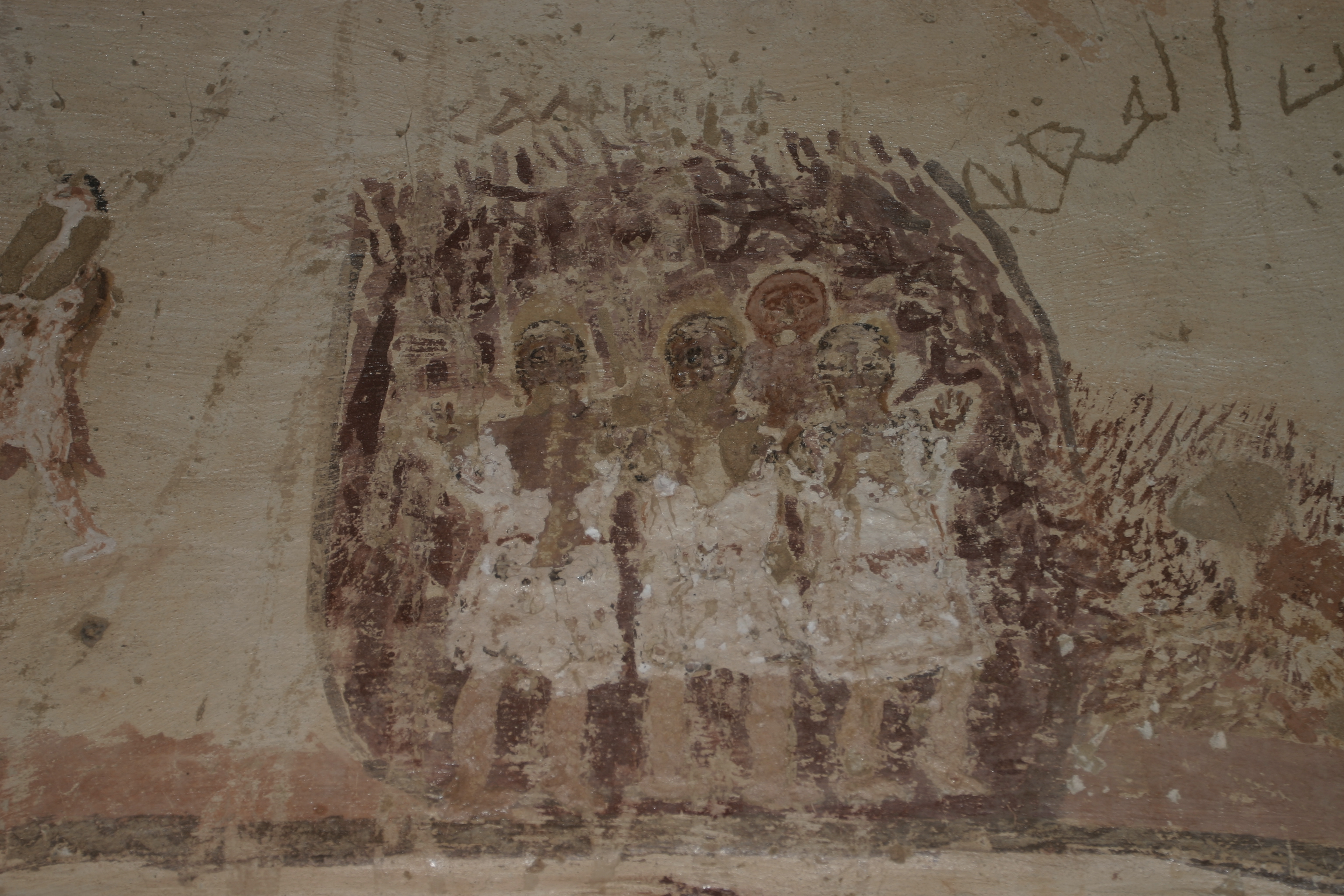
Capilla del Éxodo con pinturas al fresco.

El cementerio de El Bagawat está datado como prehistórico, y es uno de los cementerios cristianos más antiguos de Egipto. Antes de que el cristianismo se introdujera en Egipto, era un cementerio utilizado por los no cristianos y, posteriormente, por los cristianos. Se dice que las capillas que se pueden observar en el lugar pertenecen a ambas épocas. Los frescos coptos del siglo III al VII se encuentran en las paredes. Hay 263 capillas funerarias de las cuales la «Capilla del Éxodo» (siglo V o VI) y la «Capilla de la Paz» (de mediados del siglo IV) tienen frescos.

## Características

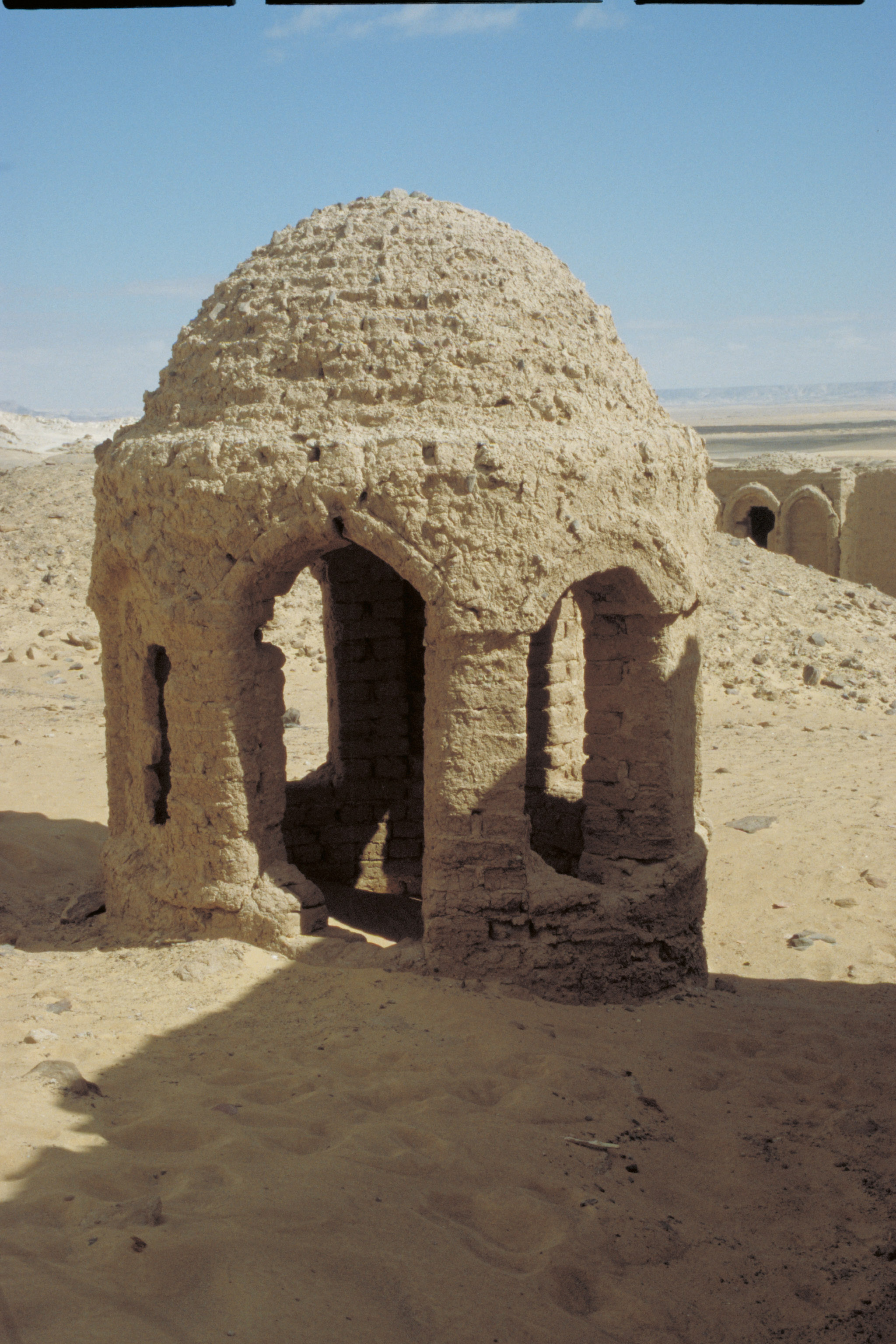
Detalle de una capilla en el cementerio.

El cementerio de El Bagawat tiene un gran número de tumbas en forma de cúpulas de capilla. Están construidos con ladrillos de barro, sus estructuras van desde simples capillas de una única sala, hasta mausoleos con fachadas decoradas con columnas y techos abovedados. Las tumbas tienen grabados de historias bíblicas, y también de santos y «personificaciones de virtudes». Entre sus estructuras ha sobrevivido las ruinas de una iglesia del siglo V que aún puede observarse su planta basilical de tres naves separadas por columnas.
En la Capilla del Éxodo, además de la representación del éxodo de Moisés guiando a su pueblo a través del desierto del Sinaí, hay una representación del martirio de Isaías;  y también de Tecla posando con las manos alzadas, frente al fuego siendo empapada por la lluvia. En la Capilla de la Paz, el fresco ilustrativo es de Tecla de Iconio y Pablo de Tarso.
Hay pinturas en el cementerio que muestran el arca de Noé en forma de una «barca egipcia». También son notables las representaciones talladas de las escrituras del Antiguo Testamento, que incluyen a Adán y Eva, a Daniel en el foso del león, al sacrificio de Abraham y a Jonás tragado por un pez.